# Gabinete Dufaure II
O Gabinete Dufaure II foi o ministério formado por Jules Dufaure em 18 de maio de 1873 e dissolvido em 24 de maio do mesmo ano. Foi o 2º gabinete da Terceira República Francesa, sendo antecedido pelo Gabinete Dufaure I e sucedido pelo Gabinete Broglie I.

## Contexto
Anteriormente formado por um acordo entre monarquistas e os Republicanos Moderados (ou oportunistas, como se dizia) que resultou em uma coalizão, Adolphe Thiers pediu a Jules Dufaure que reformasse seu governo, dando origem a um gabinete republicano sem o apoio de legitimistas e orleanistas, com o objetivo de dar continuidade às reformas que Thiers havia previsto, mas que antes não tinham sido possíveis. No entanto, isso colocou o governo em minoria na Assembleia Nacional Francesa.
Thiers e Dufaure apresentaram à Assembleia um projeto sobre a organização dos poderes da República. Este projeto visava introduzir o bicameralismo, a responsabilização do governo perante o parlamento e o direito de dissolução no sistema político francês. Em 24 de maio de 1873, a votação do projeto de lei fracassou. Uma nova votação, interpretada por Thiers como uma moção de censura, foi realizada na Assembleia Nacional pelos monarquistas, agora na oposição. Thiers demitiu-se como resultado.
O segundo Gabinete Dufaure renunciou depois de apenas uma semana, tornando-o um dos gabinetes de menor duração da Terceira República Francesa. O novo Presidente da República, Patrice de Mac-Mahon, então, pediu a Albert de Broglie que formasse um novo governo, muito mais conservador.

## Composição
- Presidente da República: Adolphe Thiers
- Vice-presidente do Conselho de Ministros: Jules Dufaure
- Ministro dos Estrangeiros: Charles de Rémusat (1871-1873)
- Ministro da Justiça: Jules Dufaure
- Ministro do Interior: Auguste Casimir-Perier
- Ministro da Guerra: Ernest Courtot de Cissey
- Ministro das Finanças: Léon Say
- Ministro da Marinha e das Colônias: Louis Pierre Alexis Pothuau
- Ministro da Instrução Pública: William Waddington
- Ministro de Religiões e Cultos: Oscar Bardi de Fourtou
- Ministro das Obras Públicas: René Bérenger
- Ministro da Agricultura e do Comércio: Pierre-Edmond Teisserenc de Bort